# Marbella Grand Prix
Il Marbella Grand Prix è stato un torneo di tennis facente parte del Grand Prix giocato nel 1985 a  Marbella in Spagna su campi in terra rossa.

## Albo d'oro

### Singolare
| Anno | Vincitore          | Finalista     | Punteggio |
| ---- | ------------------ | ------------- | --------- |
| 1985 | Horacio de la Peña | Lawson Duncan | 6–0, 6–3  |

### Doppio
| Anno | Vincitori                 | Finalisti                      | Punteggio |
| ---- | ------------------------- | ------------------------------ | --------- |
| 1985 | Andrés Gómez Cássio Motta | Loic Courteau Michiel Schapers | 6–1, 6–1  |